# Camponotus victoriae
Camponotus victoriae är en myrart som beskrevs av Arnold 1959. Camponotus victoriae ingår i släktet hästmyror, och familjen myror. Inga underarter finns listade.